# サンチャゴ・デ・キューバ海戦
サンチャゴ・デ・キューバ海戦（サンチャゴ・デ・キューバかいせん、Battle of Santiago de Cuba）は、アメリカ合衆国とスペイン帝国が戦った米西戦争中の1898年7月3日に起きた海戦。
スペイン本国から植民地キューバへ回航されたスペイン艦隊がサンチャゴ・デ・クーバ港でアメリカ艦隊の封鎖を受け、脱出を図ったがアメリカ艦隊に捕捉されて壊滅した。結果、キューバ方面においてスペインは主な海軍力を喪失し、制海権はアメリカ艦隊が握った。海戦後、サンチャゴ・デ・キューバやプエルトリコは占領され、戦局はアメリカ優位のまま休戦・講和へ傾いた。

## アメリカ･スペイン関係の悪化
スペイン領キューバはアメリカのフロリダ半島沖という至近に存在し、砂糖の輸出によってアメリカへの経済依存度が高かった。アメリカ側も海上輸送や精製などの砂糖産業の他、タバコ、コーヒー、鉱山などキューバへの直接投資や工業製品の輸出で利害関係を深めていた。1894年にアメリカでウィルソン･ゴーマン関税法が成立すると無税であった砂糖に40%の関税が課せられることになり、キューバでは輸出が激減して経済不安が深刻となり、砂糖業者からは関税を避けるためにアメリカへの併合を求める声も上がった。この不況に乗じてキューバでは武装蜂起を含む植民地支配からの独立運動が活発化し、運動が全島に広がるとともに、アメリカ本土へも積極的に独立の大義と支援がアピールされた。
スペインでは、国王アルフォンソ13世はまだ少年であり、王太后のマリア・クリスティチーナが摂政となっていた。首相のアントーニオ・カノバス・デル・カスチリョ（保守党党首、後に暗殺に遭う）は強硬政策を採り、キューバ派遣軍は約16万人に上った。穏健派のキューバ総督マルチネス・カンポス元帥は罷免され、代わって1896年1月に派遣されたキューバ総督のウィレル将軍は強制収容を行うなど独立運動を弾圧した。アメリカのハバナ領事フィッツヒュー･リーは現地では年内に全人口の約1⁄4にあたる40万人が死亡すると信じられていることを報告しており、実際には約10万人が死亡したとされる。キューバの惨状を伝えるイエロー・ジャーナリズムはアメリカの世論を煽り、キューバ救援の圧力によってウィリアム・マッキンリー大統領が仲介に乗り出した。
スペインでは政変が起き、強硬派が更迭され、摂政クリスティーナの意向によって比較的自由主義的傾向のあったプラセデス・サガスタが首相に就任して内閣を組織し、キューバ総督もラモン・ブランコ・イ・エレーナス中将が登用され、アメリカへの融和策が取られた。

## メイン号沈没事件
1898年2月9日、駐米スペイン公使エンリケ・デュピュイ・デ・ロームがワシントンから本国のカナレハ自由民主党（当時、スペイン議会の野党）党首宛ての私信でマッキンレー大統領を誹謗していたことがニューヨーク・ジャーナル紙にスクープされた。両国の関係は悪化し、ロームは辞任に追い込まれた。
両国は融和と示威のため、相互に軍艦がキューバのハバナ港とアメリカのニューヨーク港に派遣されることとなった。
しかし、1898年2月15日、キューバのハバナ港を親善訪問していたアメリカ巡洋艦メイン（艦長チャールズ・シグズビー大佐）が謎の爆沈をし、260名近い死者を出した。この中には石田音次郎、大江政吉ら6名の日本人が含まれており、当時従順によく働くボーイやコックとして重宝されていた日本人は2名だけが生還した。3月28日、事故調査委員会の報告を受けた大統領が外部からの機雷によるものであるとの報告を連邦議会へ送ると、マスコミに煽られた民衆はスペインによる工作であると決めつけ、戦争の機運が高まった。
一方のスペイン側も15日にカーボベルデから装甲巡洋艦ビスカヤを出港させてニューヨークを訪問させた。
1898年4月21日、アメリカ大統領マッキンリーは連邦議会の承認に基づき、キューバ独立運動を支援する名目でスペインに対して宣戦布告をした。スペイン側でも財務大臣プッチセルベールが1898年4月26日に対米戦を前提とした予算案を国会に提出して対応した。

## セルベラ艦隊の回航
キューバ方面のスペイン海軍戦力はハバナに巡洋艦アルフォンソ12世、砲艦インファンタ・イザベル、コンデ・デ・ベナディートー、マルケス・デラ・エンセナーダ、水雷砲艦ヌエバ・エスパーニャ、マルケス・デ・モルニス等。カルディニャスに水雷砲艦ビンケンテ・ユネス・ビンソン、シエンフエゴスに水雷砲艦ガリシア、サンチャゴ・デ・キューバに巡洋艦レーナ・メルセデス、プエルトリコのサン・ホアンに砲艦イザベル2世が所在していたがアメリカ艦隊の有力艦に対抗できる戦力ではなかった。
1898年4月7日、スペインのキューバ総督エレーナス中将からR.ヒロン植民地省大臣に軍艦派遣の催促があり、スペイン海軍大臣セヒスムンド・ベルメッホ（前大西洋艦隊司令長官）はパスクワル・セルベラ提督にポルトガル領カーボベルデ進出を命令した。4月8日、セルベラ提督は大西洋艦隊2隻（インファンタ・マリア・テレサとクリストバル・コロン）を率いてカディスを出港。海軍大臣は装甲巡洋艦2隻に加えてプエルトリコへ派遣予定の魚雷艇小艦隊（プルトン、フロール、アリエテ、アソールの4隻）と石炭船シウダ・デ・カディス号を本国から、ニューヨークとキューバから帰国中の装甲巡洋艦のビスカヤとアルミランテ・オケンドーもセルベラ艦隊に合流させことにした。14日、セルベラ艦隊がカーボベルデのサン・ヴィセンテ港に先着。この航海でテレサとコロンの熱効率が悪いことが判明。合流したアリエテとアソールのボイラーが劣化しており、艦隊随伴に失格と判定された。
4月15日、アメリカが戦争に備えて対応策として五個艦隊の編成を発表した。
- 北方パトロール艦隊、JAハウエル提督（デラウェア州からメーン州までの警備）
- モスキート艦隊 （沿岸警備、退役海軍軍人で組織）
- 遊撃艦隊、WSシュレイ提督（ハンプトンローズを起点に重要海域へ展開）
- 北大西洋艦隊、WTサンプソン提督（キューバとプエルトリコの封鎖が任務）
- アジア艦隊、Gデューイ提督（香港を基地にマニラを攻撃）

4月19日、ビスカヤとオケンドーがカーボベルデ諸島のサントビンセント港へ入港。長く航海しているビスカヤは船底の整備が必要。20日、プエルトリコ総督マシアスが植民地省大臣に救援艦隊の所在を問い合わせ、言外に応援を迫った。同日、セルベラ艦隊で幹部会議が行われた。プエルトリコ行きは艦隊の滅亡を意味し、カナリア諸島に艦隊を集めて防備する案で一致し、海軍大臣へ具申した。異例ながらセルベラの副官にしてテレサ艦長のコンカスも海軍大臣に直接具申を行った。また駆逐隊司令のヴィジャアミル大佐もサガスタ首相宛てに出撃の否を建策したが、政府の実力者で前植民地省大臣のP.S.モレ（サガスタと共に1885年に自由民主党を結成した実力者、後に1905年から1906年の首相）によって握り潰された。ラサガ艦長も野党保守党のフランシスコ・シルヴェラ党首（後の1907年に首相）に泣訴し、サガスタ首相に訓令の撤回を上申してもらったが不首尾に終わった。更にセルベラからの具申は21日22日と連続して上申された。この意見具申は各所をたらい回しにされてしまった。（根回しの結果、5月12日に海軍大臣より艦隊が必要と判断した場合は本国への帰還もありえるとの訓令が出されたが、時既に遅く大西洋を渡る前にセルベラのもとに届かず手遅れとなった。）
21日、アメリカが最後通牒を送り、海軍にキューバ封鎖を命令した。北大西洋艦隊サンプソンはキーウエストを出港してハバナの封鎖に向かった。22日、封鎖を受けたキューバ総督はスペイン艦隊の派遣をコルレア陸軍大臣に要請した。23日にはキューバ島西部北海岸のマタンサス、カルデナス、マリエル、カバーニャス等が封鎖された。
23日、アメリカがスペインに宣戦布告を行った。25日、マッキンレー大統領は23日の対スペイン宣戦布告の承認を議会に求め即日承認された。27日には南海岸のシエンフエゴスも封鎖した。スペイン側のセルベラ艦隊では21日と22日に海軍大臣よりプエルトリコの防衛を命令されており、準備に入り、29日にカーボ・ベルデのサントビンセント港を出港して大西洋を渡った。しかし出港までに宣戦布告があったことはセルベラ艦隊に通知されなかった。
フィリピン方面では、5月1日にマニラ湾海戦が行われ、スペイン・アジア艦隊の海軍戦力が壊滅した。本国ではベルメゾッホ海軍大臣が責任を取らされて後に更迭された。しかし、この情報もタイムリーにはセルベラ艦隊には伝わらなかった。フィリピン増援のためにスペイン本国では新たにカマラ少将の指揮する艦隊を編成し、6月末にエジプトのポートサイド着。7月初めに紅海まで進んだが、後述のサンチャゴ・デ・キューバ海戦の敗報により8日にスペイン政府から本国へ帰還の命令を受けてカタルヘナ目指して地中海を引き返した。このカマラ艦隊を攻撃するため、アメリカではワトソン代将指揮の東方艦隊が編成されつつあった。元々、ジョン・C・ワトソン代将はキューバ北岸の封鎖艦隊を率いており、主力艦がサンチャゴ封鎖に使われていたため、巡洋艦ニューアーク、モンゴメリー、マーブルヘッド、その他の小艦艇で構成された。この他、サンチャゴ沖以外では巡洋艦コロンビア、ミネアポリス、サンフランシスコが大西洋東北海岸の警備にあたっていた。
セルベラ艦隊装甲巡洋艦4隻（マリア・テレサ、ビスカヤ、オケンドー、コロン）と駆逐艦3隻（プルトーン、テルロール、フロール）の構成であり、大西洋を西進して5月11日にフランス領マルティニーク島のフォール＝ド＝フランス近海へ達した。テルロール、フロールの2隻を偵察に出し、翌13日、
フォール・ド・フランスに入港させて機関不調の駆逐艦テロール（艦長ファン・デ・ロチャ）を分離した。
この前日の12日にはアメリカのサンプソン艦隊（ニューヨーク、アイオワ、インディアナ、海防艦アンフィトライト、テラー、巡洋艦デトロイト、モンゴメリー、水雷艇ポーターの7隻）がプエルトリコのサンフアンを艦砲射撃するなど迎撃態勢を整える中、セルベラ艦隊は更に南進して14日にベネズエラ北方沖のオランダ領キュラソー島（クラサオ島）に入港した。一方のサムソン艦隊はハイチ島北岸のポルトー・プランスに集合。15日夜にセルベラ艦隊は出港して北上、18日夜にジャマイカ東端のモーラント岬沖通過した。サムソン艦隊はキー・ウェスト基地でシレイ艦隊と合流した。
セルベラ艦隊ではカリブ海に入ったものの主要港のハバナとシエンフエゴスが封鎖され、プエルトリコ方面も砲撃を受けて危険と判断されたため、緊急的に5月19日夜明けにキューバのサンチャゴ・デ・キューバ港に到着した。この2時間前まで仮装巡洋艦セントルイスが海底ケーブルの切断作業をしていたが入港を発見されることはなく、待ち構えていたアメリカ艦隊はセルベラ艦隊の捕捉に失敗した。こうしてセルベラ艦隊の回航は所要42日の航海を要して成功した。
セルベラ提督はサンチャゴ・デ・キューバへの到着をハバナ所在のキューバ総督ブランコと海軍工廠司令官マンテローラ、本国のアウニョン海軍大臣（新任）等の関係各所に連絡した。

## アメリカ艦隊の集結
キューバ方面のアメリカ艦隊はサンプソン提督の北大西洋艦隊とシュレイ提督の遊撃艦隊に有力艦を集めてスペインに対抗していた。スペインが本国からキューバへ艦隊を回航したように、アメリカ側も太平洋側にいた唯一の戦艦オレゴンをキューバ方面へ回航させて戦力の集結を図った。
3月19日にオレゴン（チャールズ・クラーク艦長）はサンフランシスコを出港させ、4月4日ペルーのカリャオに入港、、7日に出港して17日には南アメリカ大陸最南端のフロワード岬を回ってパタゴニアのプンタ・アレナス（サンディ・ポイント）港に到着、30日にリオデジャネイロに入港、回航時期が重なったために交錯を恐れてスペイン艦隊の動向を見定めてから5月4日にリオデジャネイロを出港し、8日バイーヤ入港、翌9日出港。18日に英領バーベイドス（バーベイドス諸島）に入港、翌日に出港。24日夜半、フロリダ州ジュピター入江に到着。26日、キー・ウェスト入港。68日間の回航を終えた。
アメリカではスペイン艦隊を過大評価しており、公称値で快速の装甲巡洋艦4隻を基幹としているスペインのセルベラ艦隊に対し、戦艦オレゴンが合流するまではアルフレッド・セイヤー・マハン大佐さえも両国艦隊の戦力は互角であると認識していた（特に整備が不十分なまま大西洋を往復していたビスカヤは公称に届かない14ノットしか発揮できない状態であった）。
アメリカでは指揮系統の統一化を図り、サンプトン提督の指揮下にシュレー提督を配置した。アメリカ艦隊は25日以降、サンチャゴ・デ・キューバ港を近接封鎖することとなった。

## 港口の封鎖作戦と要塞攻撃

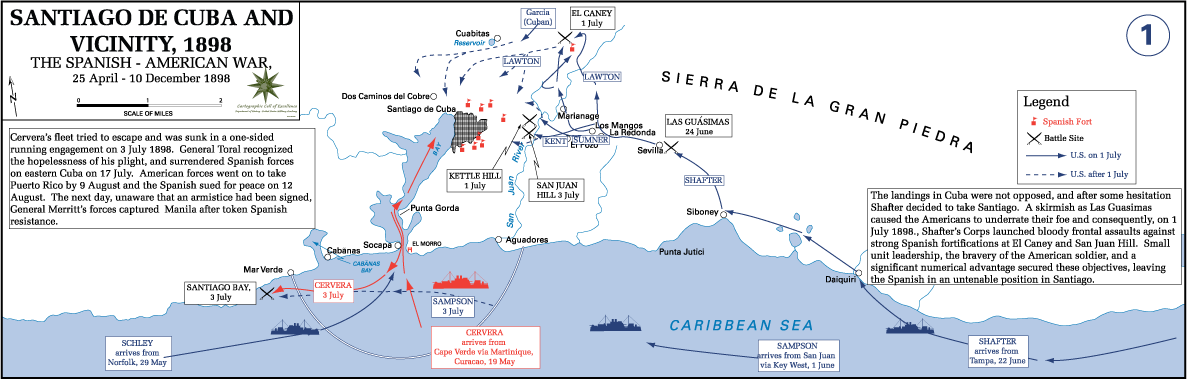
サンチャゴ港の封鎖 (1898)

劣勢なセルベラ艦隊では陸上要塞からの催促もあって出撃が何度か検討されたが、天候などの理由で脱出の時期を得ることがなかいうちに、ついにアメリカ海軍のサンプソン少将の艦隊はサンチャゴ・デ・キューバ港を封鎖した。湾口を中心に近接封鎖線を敷くアメリカ艦隊は、5月31日、6月6日、12日、16日と港口要塞へ艦砲射撃を送った。
サンプソン少将は故障気味の給炭船メリマック号が333フィートの長さを持っており、港口幅350フィートの閉塞に適していると着目した。旗艦ニューヨークに在籍していた38歳のホブソン工兵中尉が指揮官となり6月3日払暁にメリマック号による港口の閉塞作戦が実施された。閉塞船の突入に、当初セルベラ艦隊では攻撃を行い撃沈の戦果を報告したが、後に湾港を塞ぐ目的の自沈と判明した。メリマック号は港口に対して直角に自沈する計画であったが、スペイン側の攻撃により角度が得られず、閉塞は失敗した。
6月22日、アメリカ陸軍の第5軍団（16,000人のうち9割が常備軍、義勇軍は歩兵2個連隊、騎兵1連隊、第1合衆国義勇騎兵隊（通称、ラフ・ライダーズ））がサンチャゴの東側に上陸し陸側からの圧迫をはじめ、海軍もグアンタナモ港を占領して港の封鎖を更に厳しくした。
セルベラ艦隊には、キューバ総督ラモン・ブランコ・イ・エレーナス中将やサンチャゴ州総督アンセニオ・リナーレス・ポンボ中将からの出港の催促が繰り返された。陸上から要塞の攻撃を企画するアメリカ陸軍は7月1日に米軍はエル・カネーとサン・ホアンへ攻撃を行い苦戦ながらも両地点を確保し、柴はこのうちサン・ホアンの攻防戦を観戦した。スペイン側ではサンチャゴ司令官のリナーレス中将を含む将官2人、佐官10人が戦死し、将校48人、兵士533人が死傷した。米軍は苦戦しつつも攻撃地点を確保したが、エル・カネー方面で900人、サン・ホワン方面で450人、その他で300人の計1700人ほどの死傷者を出した。アメリカ陸軍が両地を確保したが、犠牲が大きく前進を止めた。この戦いにはスペイン艦隊からも1000人の陸戦隊をエル・カネーに派遣して応戦しており、指揮官のブスタメンテ参謀長（ブスタメンテ魚雷の考案者）が重傷を負い、後に戦傷が原因で没している。陸軍のリナーレス中将もこの戦いで両足を撃たれ後送中に戦死した。
7月3日の夜には孤立していると見られたサンチャゴ・デ・キューバにマンサニリョーに駐屯していたスペイン歩騎砲混成兵団（フェデリコ・エスカリヨ大佐指揮、約4,000人）が6月22日からの強行軍で険しい山道を踏破して援軍に駆けつけた。

## サンチャゴ・デ・キューバ海戦

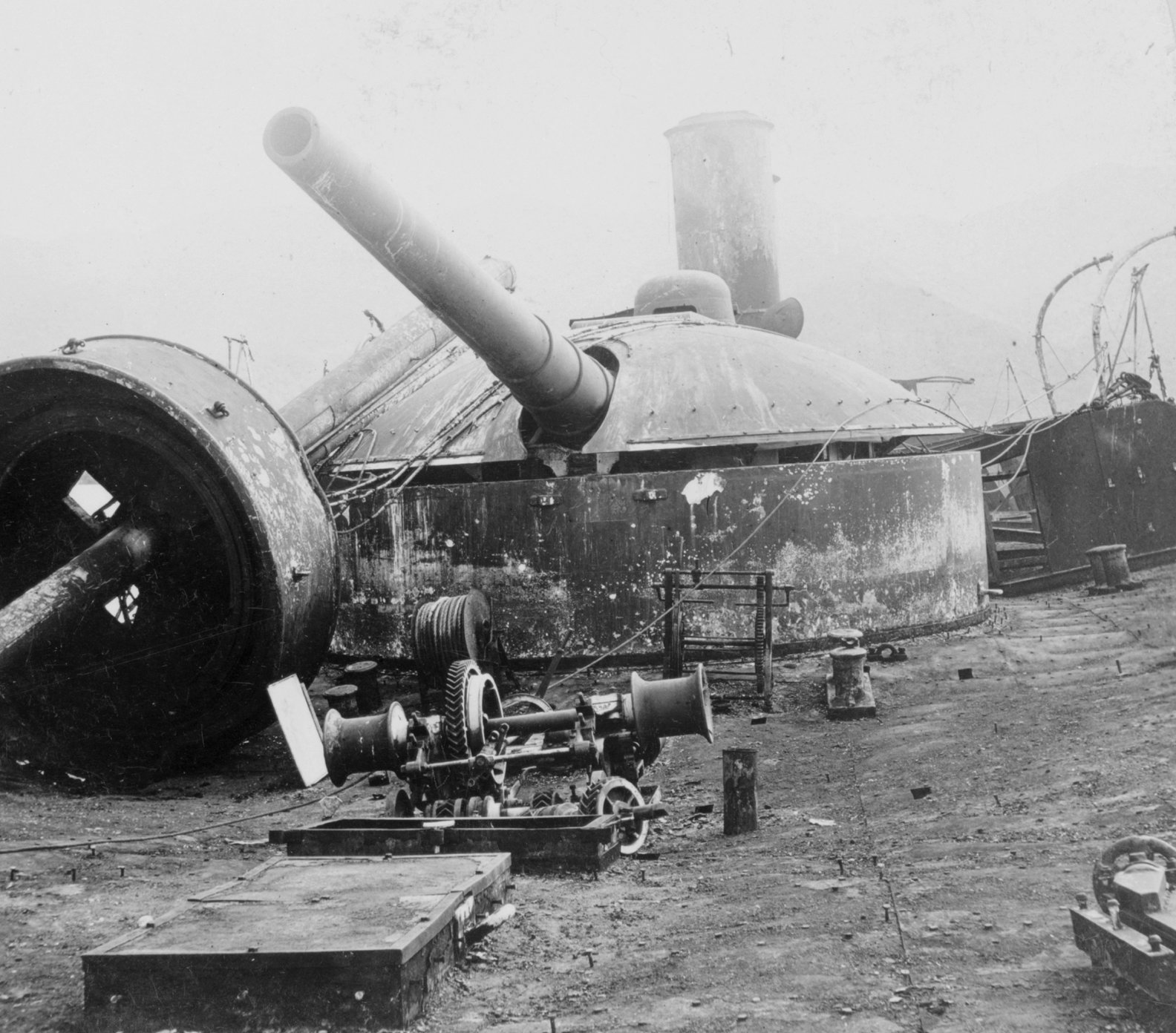
ビスカヤ

防戦にあたるスペイン側では陸戦の見通しは立たなかったが、この間に艦隊はキューバ総督の指揮系統に加えられ、本国およびキューバ総督からの出撃が命令された。セルベラ提督は4隻の装甲巡洋艦と2隻の駆逐艦を率いて脱出を迫られた。脱出計画として、スペイン艦隊は戦力に劣るが比較的優速であるため、アメリカ側優速艦のニューヨークとブルックリンのうち一隻以上が不在の時に脱出を行い、旗艦のマリア・テレジアが衝角攻撃を含めて敵を引き受けている間に、マリア・テレジアと陸地の間を他の艦が進み、ハバナまたはシエンフエゴスへ脱出するというものであった。
7月2日、16時に艦隊は夕闇を利用して脱出する予定だったが、陸戦に転用された艦隊海兵の収容に手間取ってしまい、実際の出撃は3日朝となった。スペイン艦隊は給炭船メリマックによる閉塞の影響もあって、一列での出港に手間取ってしまい、港口通過順は下記の通りとなった。
- 装甲巡洋艦インファンタ・マリア・テレサ（艦隊司令官セルベラ提督、艦長ビクトル・M・コンカス・イ・パラウ大佐）
- 装甲巡洋艦ビスカヤ（艦長アントニオ・エウラテ大佐）。負傷捕虜。
- 装甲巡洋艦クリストーバル・コロン（司令官ドン・ホセ・デ・パレデス・イ・シャコン代将、艦長ドン・エミリオ・ディアス・モレウ大佐）
- 装甲巡洋艦アルミランテ・オケンドー（艦長ホアキンM・ラサガ大佐）
- 駆逐艦フロール（魚雷艇小艦隊隊長フェルナンド・ビジャアミル大佐）
- 駆逐艦プルトーン

封鎖を続けていたアメリカ艦隊では、サンプトン提督が座乗していた旗艦のニューヨーク（艦長フレンチ・チャドウィック）が陸軍のシャフター将軍との交渉のために哨戒線を離脱中で、他に陸軍支援のためにシボネー沖に巡洋艦ハーバード、運送船セグランサがおり、戦艦マサチューセッツ、巡洋艦ニューアーク、ニューオーリンズ、砲艦スワニーが給炭のために占領したグアンタナモ港に離脱していた。開戦時に近接封鎖を続けていた有力艦は下記の通りだった。
- 装甲巡洋艦ブルックリン（艦長クック大佐、シュレー提督の旗艦）
- 戦艦テキサス（艦長ジョン・ウッドフォード・フィリップ）
- 戦艦アイオワ（艦長ロブリー・エヴァンズ）
- 戦艦オレゴン（艦長チャールズ・クラーク）
- 戦艦インディアナ（艦長ヘンリー・テイラー）
- 砲艦グロースター（艦長リチャード・ウェーンライト）
- 砲艦ヴィクセン

戦闘艦のマリア・テレジアは9時30分ごろからアメリカ艦隊と砲撃戦を開始し、他艦を逃がすために中央を進んで大口径砲弾を含む集中放火を浴びたほかに、5.5インチ砲が腔発を生じ、弾薬にも引火して火災が広がった。コンカス艦長は重傷を負い、代わって直接指揮を取ったセルベラ提督は10時30分ごろには艦を陸に座礁させてることを命じた。やや外洋寄りを進んだ2番艦のビスカヤと海岸近くを航行した3番艦のコロンの2隻はマリア・テレジアが犠牲になっている間に一時西方に脱出した。しかし4番艦のオケンドーと駆逐艦2隻は港を出た途端にアメリカ封鎖艦隊の攻撃を受けた。オケンドーはテキサスに命中弾を与えたが10時30分ごろには陸地に衝突して二つに割れて沈没した。脱出した2艦を追ったのはブルックリン、テキサス、オレゴンの3隻であった。ブルックリンは11時前にビスカヤを捕捉し始め、ビスカヤの砲弾が命中しなかったのに対し、斉射法による命中弾を多数与え、続いて砲撃に加わったオレゴンの砲弾がビスカヤの魚雷に命中して11時15分ごろにビスカヤは大爆発を起こして沈没した。残ったコロンは12時30分ごろに速力が低下し、45分ごろにブルックリンとオレゴンが砲撃を始めた。抵抗を諦めたコロンは戦闘旗を降ろして陸地に進路を取り自沈した。スペイン艦隊は自沈も含めて全艦がアメリカ海軍に捕捉されて沈没した
アメリカ側の損害は戦死者1人、負傷者10人に対し、スペイン側では戦死者323人、負傷者151人、将校70人を含む1,600人が捕虜となった。セルベラ提督も捕虜となり、マリア・テレサ艦長コンカスは重傷、ビスカヤ艦長エウラテも負傷して捕虜、駆逐艦魚雷艇小艦隊隊長フェルナンド・ビジャアミルは戦死、セルベラ提督の子、ドン・アンヘル・セルベラ大尉も捕虜となった。

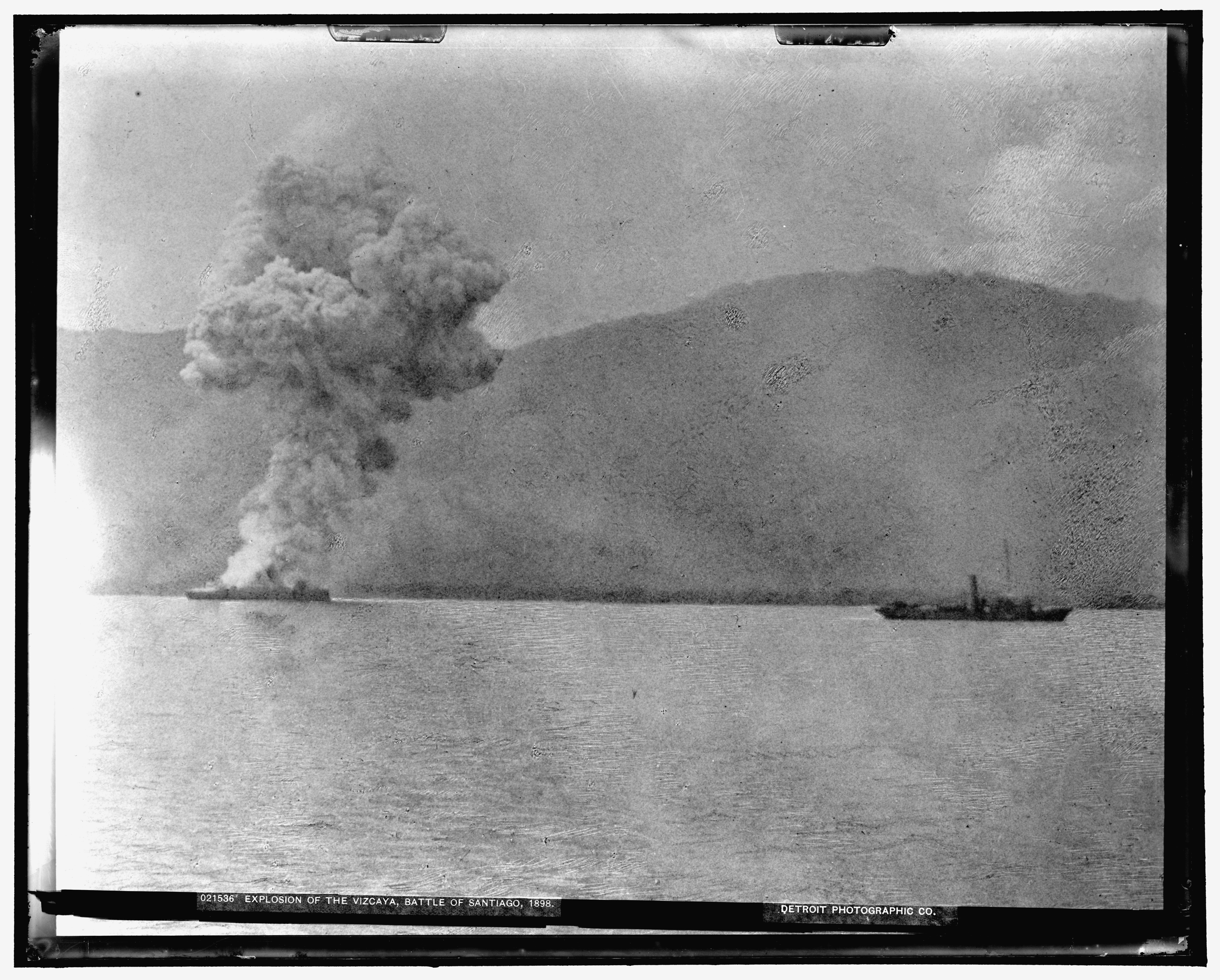
ビスカヤの爆発

## 海戦後

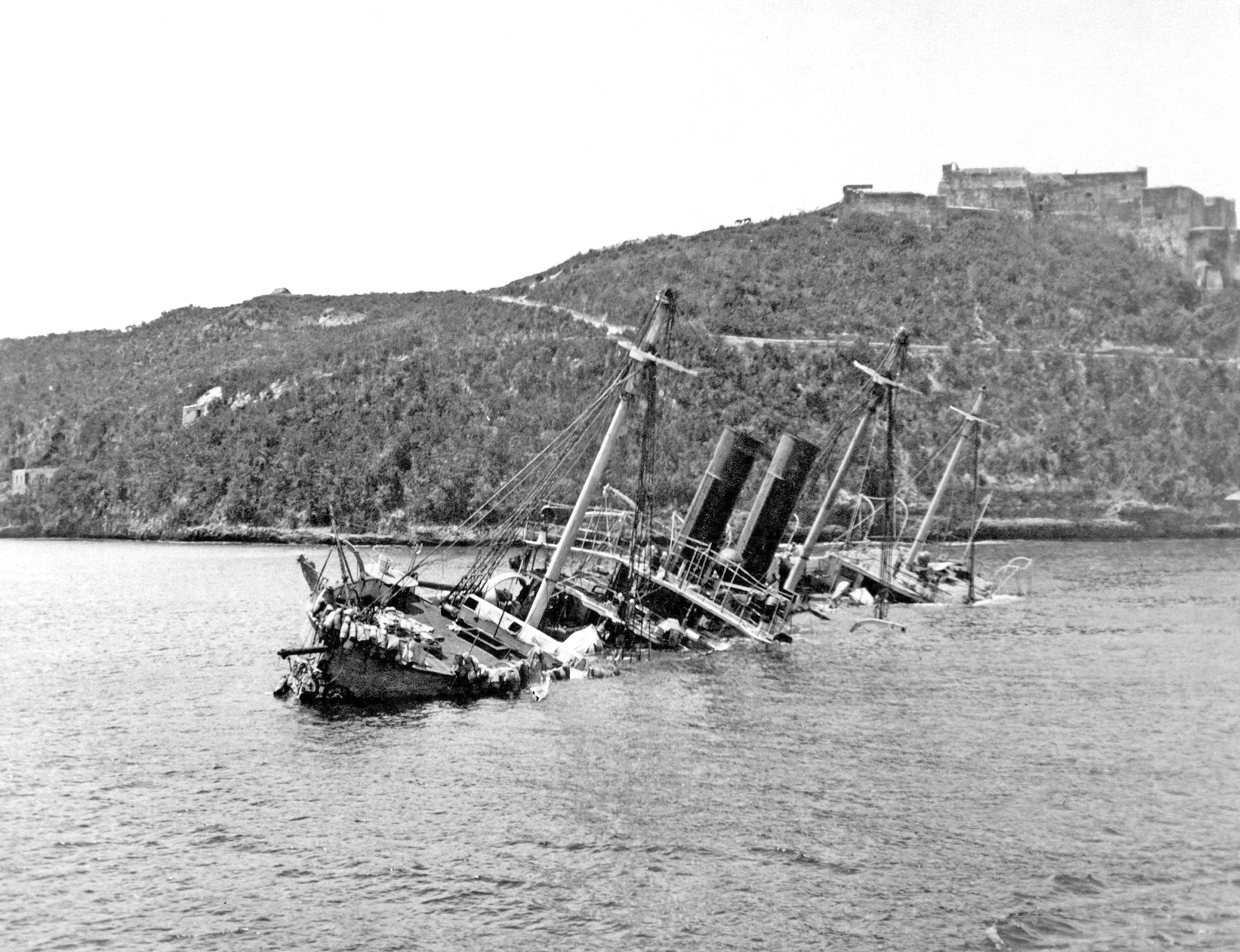
スペイン巡洋艦レーナ・メルセデスの自沈による逆閉塞

海軍力を失ったスペイン側はアメリカ艦隊の港内突入を防ぐために7月4日夜から5日未明にかけて残っていた巡洋艦レーナ・メルセデス（故障が多く、武装は揚陸して陸戦や要塞砲台へ転用済み）を港口へ進ませて自沈させた。封鎖を続けていたアメリカ艦隊ではこれを戦艦テキサス、マサチューセッツが砲撃し、自沈は東側に寄り過ぎてしまい閉塞は不完全に終わった。
陸軍の守将リナーレス中将の負傷のために代わって要塞の指揮を執っていたホセ・トラール少将は戦局の悪化が決定的となった海戦後からアメリカ陸軍の休戦交渉使と協議を開始した。陸戦支援のためアメリカ海軍は7月1日にアグワドーレスを砲撃、2日にモロー砦を砲撃した。7月1日の激戦によって攻撃を渋っていたアメリカ陸軍のシェーファー少将も政府からの催促を受けて総攻撃の予定日を14日に設定したが、総攻撃が始まる前にサンチャゴのスペイン防衛隊12,000人は武器を捨てて降伏し、アメリカ政府の負担で本国へ帰国されることとなった。
休戦は3日から8日まで続き、13日と14日には現地入りした陸軍総督マイルズ少将の元でスペイン陸軍のホセ・トラール少将が交渉を行って15日に降伏の仮調印が行われた。17日には入城式が執り行われた。
サンチャゴ・デ・キューバの陥落後にマイルズ少将自身が司令官となってプエルトリコ攻略軍を指揮した。プエルトリコ首府は北岸のサン・ホアン港にあり、7、8千のスペイン軍か守備していたが、7月27日にアメリカ軍はプエルトリコ南岸のポンセ港を占領した。マスコミはこのプエルトリコの戦闘を「マイルズ将軍の月夜の散歩」と評した。
8月12日、ワシントンで米西和平の議定書が調印。キューバ独立の承認、プエルトリコの米国への割譲、フィリピン問題は正式の平和会議で取り決める。などの調整がなされた。
9月21日、捕虜となったセルベラ提督等の捕虜がスペイン北部のサンタンデールに帰国した。

## 観戦武官
アメリカ海軍は観戦者の派遣を許可し、各国の武官11人、マスコミ関係者55人、その他随員を含めて100人がフロリダ半島タンパ港より出港した運送船セグランサに乗り込んで現地に向かった。この中には日本海軍の秋山真之がおり、海戦後は運送船セネカに乗り換えて戦争を観戦した。海戦後に全滅したスペイン艦の現地調査を行った秋山は砲弾による被害は僅かであり、搭載した可燃物への引火と弾薬庫への延焼による爆発が被害を大きくしていることを明らかにした。観戦の結果は在米国海軍大尉秋山真之「サンチャゴ・ヂュ・クバ之役（極秘諜報第百十八号）」として日本海軍に報告され、この戦訓報告が後の日露戦争に活かされた。
陸上戦争へも観戦武官が派遣されていた。アメリカ陸軍第五軍団（シャフター少将指揮）への観戦武官の従軍では、先任はロシアのイェルモロフ陸軍大佐、イギリスのアーサー・H・リー陸軍大尉、スウェーデンのウェステル大尉、ノルウェーのアビルゴール大尉、ドイツのグスタフ・アドルフ・フォン・ゲッツェン伯爵大尉、日本の柴五郎少佐、そしてトルコの陸軍将官1名とフランスのクレマン・ド・グランプレ少佐が後発で参加した。他にドイツのフォン・レボイル・パシュヴィッツ海軍大尉とオーストリア・ハンガリーのロドラー海軍大尉も参加した。外国武官1人について、乗馬1頭、伝騎6名、テント1張と食事が支給される予定だった。しかしアメリカ陸軍では苦戦が続いており、従軍した各国の観戦武官は待遇が悪く、ロシアのイェルモロフ大佐、フランスのグランプレ少佐は従軍初期にワシントンへ帰還してしまった。最後まで残ったのはイギリスのリー大尉、スウェーデンのウェステル大尉、日本の柴五郎少佐であった。